# Proton Satria R3

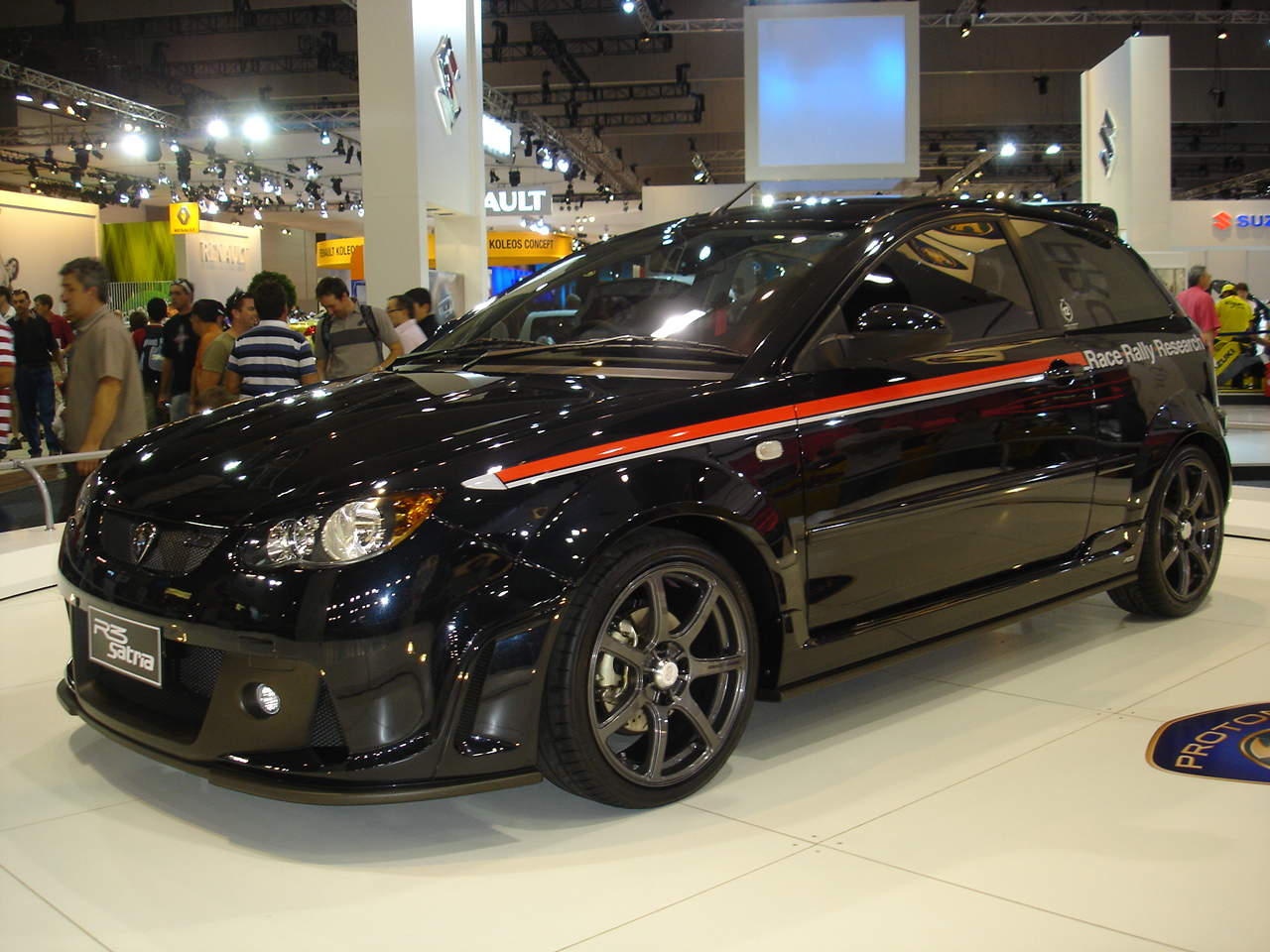
Proton Satria Neo R3

Proton Satria R3 (Race Rally Research) — горячий хетчбэк из семейства Proton Satria, выпускающийся малайзийской компанией Proton Edar Sdr Holding мелкосерийно с 2004 по 2013 год.

## История
Автомобиль Proton Persona R3 впервые был представлен 4 октября 2004 года в качестве спортивного варианта Proton Satria GTi. Отличия от базовой модели Proton Satria заключаются в шасси, отсутствии шумоизоляции, подушек безопасности, а также антиблокировочной системы.
В 2008 году было представлено второе поколение под названием Proton Satria Neo R3 с бензиновым двигателем внутреннего сгорания CamPro S4PH I4. В разработке автомобиля принимала участие компания Lotus Cars. Сбоку присутствует надпись Race, Rally Research. 30 марта 2010 года был налажен выпуск 25 единиц Proton Satria Neo R3 Lotus Racing. В 2011 году был произведён вариант Proton Satria Neo CPS R3 RS. Современная версия автомобиля производилась с 29 ноября 2012 года.
Производство завершилось в 2013 году.